# Basquetebol nos Jogos Pan-Americanos de 2003 - Feminino
O Basquetebol nos Jogos Pan-Americanos de 2003 foi disputado no Palacio de los Deportes Virgilio Travieso Soto, em Santo Domingo, de 02 a 08 de Agosto de 2003.
A semifinal do basquete feminino foi bastante tumultuada. Brasil e Estados Unidos fizeram um jogo equilibrado. Ainda no primeiro quarto, um ponto foi adicionado para as americanos sem que nenhuma bola tivesse caído na cesta. A comissão técnica brasileira reclamou, mas os árbitros não mudaram de ideia. As imagens da TV mostraram claramente que o ponto surgiu "do nada". O fato mudou toda a história da partida, já que o jogo terminou empatado no tempo normal em 61 a 61. No fim, com a prorrogação, a partida terminou 75 a 69 para as americanas.

## Torneio Feminino

### Fase Preliminar
| Team                 | Pts | Pld | W | L | PF  | PA  | Diff |
| -------------------- | --- | --- | - | - | --- | --- | ---- |
| Cuba                 | 9   | 5   | 4 | 1 | 400 | 319 | +44  |
| Brasil               | 9   | 5   | 4 | 1 | 393 | 287 | +106 |
| Estados Unidos       | 9   | 5   | 4 | 1 | 397 | 333 | +64  |
| Canadá               | 7   | 5   | 2 | 3 | 315 | 307 | +8   |
| Argentina            | 6   | 5   | 1 | 4 | 311 | 376 | –65  |
| República Dominicana | 5   | 5   | 0 | 5 | 256 | 450 | –194 |

August 2, 2003
| Cuba      | 84–62 | Estados Unidos       |
| Brasil    | 62–53 | Canadá               |
| Argentina | 76–52 | República Dominicana |

August 3, 2003
| Brasil         | 86–43 | Argentina            |
| Estados Unidos | 56–53 | Canadá               |
| Cuba           | 82–55 | República Dominicana |

August 4, 2003
| Cuba           | 83–57 | Argentina            |
| Estados Unidos | 77–64 | Brasil               |
| Canadá         | 81–51 | República Dominicana |

August 5, 2003
| Estados Unidos | 93–78  | Argentina            |
| Cuba           | 81–66  | Canadá               |
| Brasil         | 102–44 | República Dominicana |

August 6, 2003
| Brasil         | 79–70  | Cuba                 |
| Canadá         | 62–57  | Argentina            |
| Estados Unidos | 109–54 | República Dominicana |

### Play-offs
|  | Semifinais             | Semifinais |                        |    | Final | Final |
|  |                        |            |                        |    |       |       |
|  | August 7, 2003 – 17:00 |            |                        |    |       |       |
|  |                        |            |                        |    |       |       |
|  | Estados Unidos         | 75         |                        |    |       |       |
|  | Estados Unidos         | 75         | August 8, 2003 – 19:00 |    |       |       |
|  | Brasil                 | 69         |                        |    |       |       |
|  | Brasil                 | 69         | Estados Unidos         | 64 |       |       |
|  | August 7, 2003 – 19:00 |            | Estados Unidos         | 64 |       |       |
|  |                        | Cuba       | 75                     |    |       |       |
|  | Cuba                   | Cuba       | 75                     | 58 |       |       |
|  | Cuba                   |            |                        | 58 |       |       |
|  | Canadá                 | 49         |                        |    |       |       |
|  | Canadá                 | 49         | 3º lugar               |    |       |       |
|  |                        |            |                        |    |       |       |
|  | August 8, 2003 – 17:00 |            |                        |    |       |       |
|  |                        |            |                        |    |       |       |
|  | Brasil                 | 57         |                        |    |       |       |
|  | Brasil                 | 57         |                        |    |       |       |
|  | Canadá                 | 46         |                        |    |       |       |

### Resultado Final
| Ranking | Equipe               | Desempenho | PF : PA   |
| ------- | -------------------- | ---------- | --------- |
|         | Cuba                 | 6 – 1      | 533 : 432 |
|         | Estados Unidos       | 5 – 2      | 536 : 477 |
|         | Brasil               | 5 – 2      | 519 : 408 |
| 4.      | Canadá               | 2 – 5      | 410 : 422 |
| 5.      | Argentina            | 1 – 4      | 311 : 376 |
| 6.      | República Dominicana | 0 – 5      | 256 : 450 |

### Premiação
| Basquetebol nos Jogos Pan-Americanos de 2003 - Torneio Feminino |
| --------------------------------------------------------------- |
| Cuba Campeão (3º título)                                        |

### Atletas Convocados
| Canadá - Cal Bouchard - Claudia Brassard - Leighann Doan - Carolyn Ganes - Isabelle Grenier - Michelle Hendry - Nikki Johnson - Teresa Kliendienst - Susan Murray - Dianne Norman - Kim Smith - Shona Thorburn · Técnico: - Allison McNeill | Estados Unidos - Jenni Benningfield - Rebekkah Brunson - Jamie Carey - Roneeka Hodges - Laurie Koehn - Janel McCarville - Loree Moore - Nicole Powell - Ann Strother - Lindsay Taylor - Iciss Tillis - Barbara Turner · Técnico: - Debbie Ryan |